# Vereinigungsstollen
Der Vereinigungsstollen ist ein ehemaliger Stollen in Witten-Hardenstein. Der Stollen war auch unter dem Namen Compagniestollen oder auch Vereinigungs Förderstollen bekannt. Der Stollen hatte nach Fertigstellung eine Gesamtlänge von rund 375 Metern querschlägig und eine maximale Höhe von 1,8 Metern. Der Stollen wird heute noch zur Entwässerung des alten Grubenfeldes genutzt.

## Geschichte

### Die Planung
Im Jahr 1802 wurde ein Vertrag zwischen den Gewerkschaften Carthäuserloch, Vereinigte Reiger, Morgenstern ins Westen, Morgenstern ins Osten und Weselbank geschlossen. Vertragsgegenstand war die Auffahrung eines eigenen, gemeinsam nutzbaren Stollens. Der Stollen sollte zur Ableitung der Grubenwässer und Förderung der abgebauten Kohlen dienen. Hintergrund für die Auffahrung dieses Stollens waren die hohen Belastungen der beteiligten Bergwerke durch die Zahlungen an den bisher genutzten St. Johannes Erbstollen. An die Gewerken dieses Erbstollens musste ein Fixbetrag, das Stollenneuntel, für die Nutzung des Erbstollens gezahlt werden. Diese hohen Kosten und die damit verbundenen Belastungen wollten die Gewerken der beteiligten Bergwerke nicht länger tragen. Dabei sollte der Vereinigungsstollen nicht mit dem St. Johannes Erbstollen konkurrieren, sondern in erster Linie als Hauptförderstollen dienen. Die Kosten für den Bau des Stollens sollte zunächst unter Zechen Weselbank, Reiger und Carthäuserloch aufgeteilt werden. Weselbank sollte 30 Prozent, Reiger 50 Prozent und Carthäuserloch 20 Prozent der Kosten übernehmen. Nachdem Morgenstern der Vereinigung beigetreten war, übernahm diese 10 Prozent der Kosten, sodass Reiger nunmehr noch 40 Prozent der Kosten tragen musste.

### Der Bau des Stollens
Im Jahr 1803 wurde der Stollen angesetzt. Um die Zeit für die Auffahrung des Stollens reduzieren zu können, wurde der Stollen an drei verschiedenen Stellen in Angriff genommen. Der Stollen wurde etwa 1,3 Meter höher angesetzt als der St. Johannes Erbstollen. Hintergrund hierfür war das Hochwasser der Ruhr. Durch den etwas höheren Ansatzpunkt war der Vereinigungsstollen weniger hochwassergefährdet. Der erste Angriffspunkt für den Stollen war das Stollenmundloch. Es wurde etwa 200 Meter nordöstlich von der Burgruine Hardenstein angesetzt. Die Distanz vom Stollenmundloch bis zum Ufer der Ruhr, von wo aus die Kohlen verschifft wurden, betrug dadurch nur einige Meter. Der zweite und der dritte Ansatzpunkt für den Stollen war eine Stollenstrecke im Flöz Morgenstern. Hier wurde der Stollen in südlicher Richtung zum Flöz der Zeche Carthäuserloch und in nördlicher Richtung zum Stollenmundloch aufgefahren. Die Auffahrung des Stollens erfolgte manuell mittels Schlägel und Eisen. Die Ansatzpunkte wurden durch Messungen des Markscheiders Bauer genau festgelegt. Während der Auffahrung kam es zu Beschwerden der Bergleute über ihre Entlohnung. Grund war, dass die sechs dort arbeitenden Hauer ihre Bezahlung als zu niedrig ansahen. Nur wenige Zeit nach der Fertigstellung des Stollens ließen die Gewerken neben dem Stollenmundloch ein Zechenhaus und eine Bergschmiede errichten.

### Betrieb des Stollens
Ab dem Jahr 1804 war der Stollen in Betrieb. Im selben Jahr wurde ein Kohlenmagazin an der Ruhr angelegt. Hierfür wurde das Gelände genutzt, das zwischen dem Stollenmundloch und dem nur wenige Meter entfernten Ruhrufer lag. Von nun an konnten die abgebauten Kohlen direkt zur Ruhr transportiert werden und mussten nicht mehr umständlich erst in Förderschächten hoch gefördert und dann mittels Laufkarren zur Ruhr transportiert werden. Im Jahr 1805 wurden erneut Verhandlungen zwischen den beteiligten Gewerken und dem Bergamt geführt. Grund war die Installation einer geeigneten Streckenförderung. Die Gewerken beabsichtigten, die Kohlen mittels Karrenförderung zu fördern. Das Bergamt favorisierte den Einbau einer englischen Wagenförderung. Mit dem Einbau dieser Förderung, mit hölzernen Schienen und Wagen mit gusseisernen Rädern mit Spurkranz, wurde dann auch noch im Jahr 1805 begonnen. In den Jahren 1808 bis 1814 wurde die Förderung durch den Stollen aufgrund von Absatzmangel eingestellt. Grund für den Absatzmangel war der Stillstand der Ruhrschifffahrt. Deshalb versuchte man, die Kohlen in der näheren Umgebung abzusetzen. Ein geordneter Betrieb des Stollens war erst ab dem Jahr 1814 wieder durchführbar. Im Jahr 1816 wurden Reparaturarbeiten an der englischen Wagenleitung durchgeführt. Um die Kohlenniederlage an der Ruhr besser überwachen zu können, wurde das Huthaus des Stollens im Jahr 1819 um ein Geschoss höher gebaut. In den Jahren 1833 bis 1840 war der Stollen wieder in Betrieb. Nachdem im Jahr 1847 die Zeche Reiger, die letzte Zeche, die noch an den Stollen angebunden war, stillgelegt worden war, wurde der Stollen mehrere Jahre nicht mehr genutzt. Im Jahr 1873 wurde vor dem Stollen ein Bahndamm aufgeschüttet. Im Jahr 1898 wurde der Stollen von der Zeche Gut Glück & Wrangel als Förderstollen und zur Wasserableitung genutzt. Ab dem Jahr 1909 nutzte die Zeche Gut Glück & Wrangel den Vereinigungsstollen nur noch zur Ableitung der anfallenden Grubenwässer. Nachdem die Zeche im Jahr 1925 stillgelegt worden war, verlor der Vereinigungsstollen seine Bedeutung. Im Laufe der Jahre verfiel der Stollen und Teile des Stollens verbrachen.

## Heutiger Zustand
Aus dem Stollenmundloch des Stollens läuft auch heute noch rostbraunes Wasser. Das Wasser, das stark eisenhaltig ist, stammt aus dem untertägigen Einzugsbereich des Stollens. Seit 1986 ist der Stollen ein Baudenkmal. Im Jahr 1997 war er noch auf eine Länge von 100 Metern befahrbar.

## Bilder

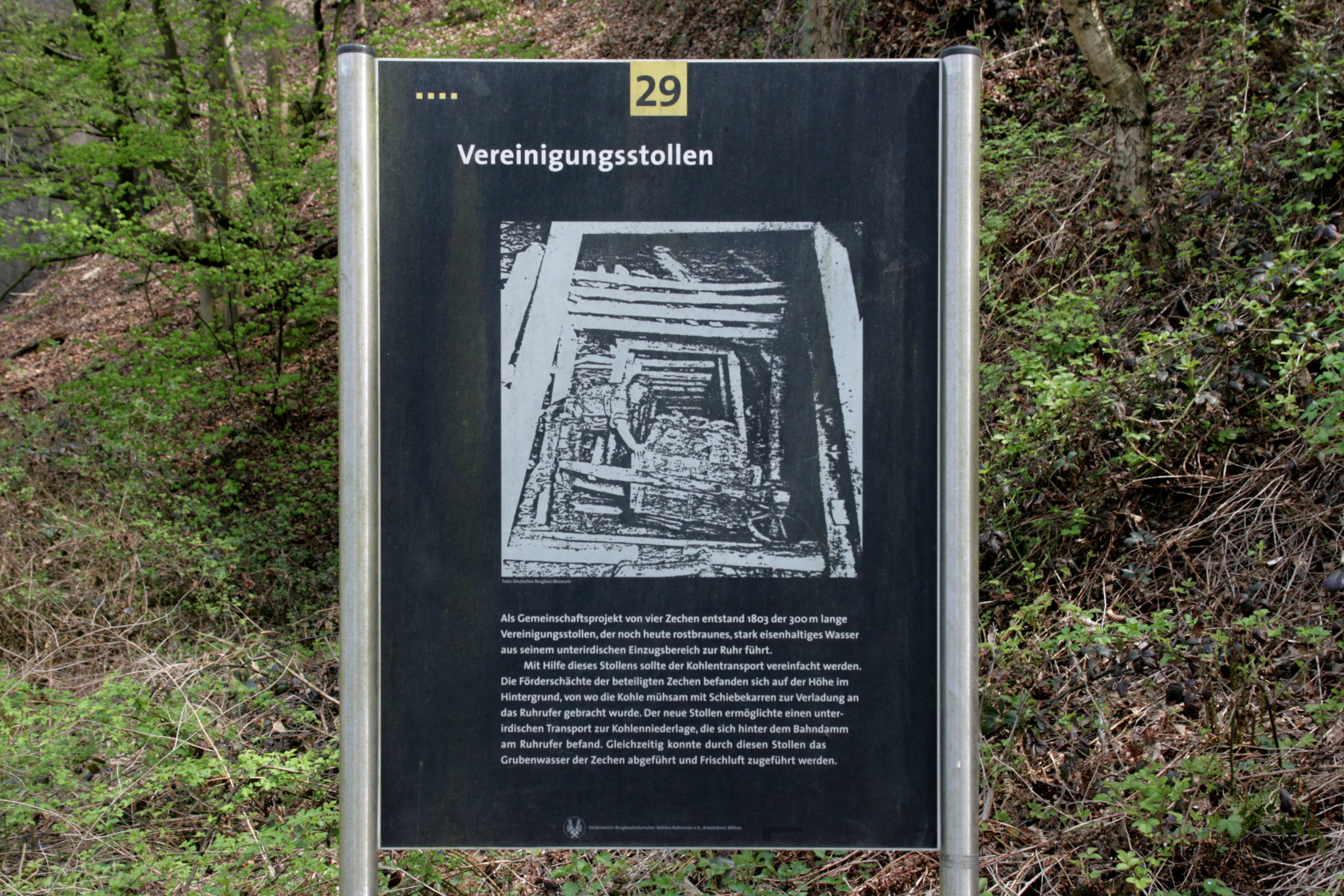
Hinweisschild des Vereinigungsstollens
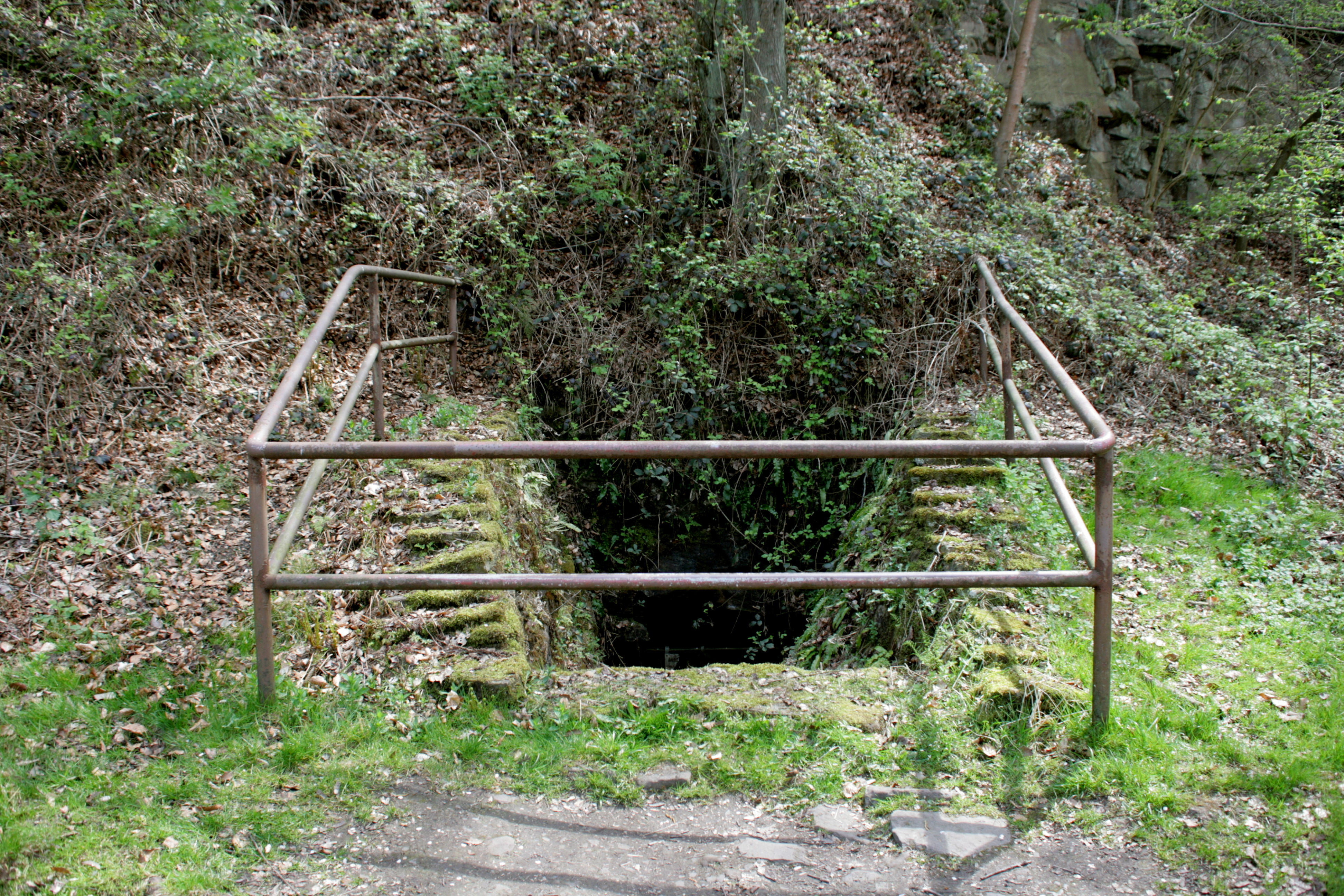
Umzäunung um das Stollenmundloch